# César for bedste kvindelige hovedrolle
César for bedste kvindelige hovedrolle blev første gang uddelt i 1976. Det er en del af Césarprisen, der er Frankrigs nationale filmpris.
| År   | Skuespillerinde    | Film                                |
| ---- | ------------------ | ----------------------------------- |
| 2025 | Hafsia Herzi       | Borgo                               |
| 2024 | Sandra Hüller      | Anatomy of a Fall                   |
| 2023 | Virginie Efira     | Revoir Paris                        |
| 2022 | Valérie Lemercier  | Aline                               |
| 2021 | Laure Calamy       | Antoinette Dans Les Cévennes        |
| 2020 | Anaïs Demoustier   | Alice et le Maire                   |
| 2019 | Léa Drucker        | Jusqu'à la garde                    |
| 2018 | Jeanne Balibar     | Barbara                             |
| 2017 | Isabelle Huppert   | Elle                                |
| 2016 | Catherine Frot     | Marguerite                          |
| 2015 | Adèle Haenel       | Les Combattants                     |
| 2014 | Sandrine Kiberlain | 9 mois ferme                        |
| 2013 | Emmanuelle Riva    | Amour                               |
| 2012 | Bérénice Bejo      | The Artist                          |
| 2011 | Sara Forestier     | Le Nom des gens                     |
| 2010 | Isabelle Adjani    | La Journée de la jupe               |
| 2009 | Yolande Moreau     | Séraphine                           |
| 2008 | Marion Cotillard   | La Môme                             |
| 2007 | Marina Hands       | Lady Chatterley                     |
| 2006 | Nathalie Baye      | Le Petit lieutenant                 |
| 2005 | Yolande Moreau     | Quand la mer monte                  |
| 2004 | Sylvie Testud      | Stupeur et tremblements             |
| 2003 | Isabelle Carré     | Se souvenir des belles choses       |
| 2002 | Emmanuelle Devos   | Sur mes lèvres                      |
| 2001 | Dominique Blanc    | Stand-by                            |
| 2000 | Karin Viard        | Haut les coeurs !                   |
| 1999 | Elodie Bouchez     | La Vie rêvée des anges              |
| 1998 | Ariane Ascaride    | Marius et Jeannette                 |
| 1997 | Fanny Ardant       | Pédale douce                        |
| 1996 | Isabelle Huppert   | La Cérémonie                        |
| 1995 | Isabelle Adjani    | La Reine Margot                     |
| 1994 | Juliette Binoche   | Trois couleurs - Bleu               |
| 1993 | Catherine Deneuve  | Indochine                           |
| 1992 | Jeanne Moreau      | La Vieille qui marchait dans la mer |
| 1991 | Anne Parillaud     | Nikita                              |
| 1990 | Carole Bouquet     | Trop belle pour toi                 |
| 1989 | Isabelle Adjani    | Camille Claudel                     |
| 1988 | Anémone            | Le Grand chemin                     |
| 1987 | Sabine Azéma       | Mélo                                |
| 1986 | Sandrine Bonnaire  | Sans toit ni loi                    |
| 1985 | Sabine Azéma       | Un dimanche à la campagne           |
| 1984 | Isabelle Adjani    | L'Eté meurtrier                     |
| 1983 | Nathalie Baye      | La Balance                          |
| 1982 | Isabelle Adjani    | Possession                          |
| 1981 | Catherine Deneuve  | Le Dernier métro                    |
| 1980 | Miou-Miou          | La Dérobade                         |
| 1979 | Romy Schneider     | Une histoire simple                 |
| 1978 | Simone Signoret    | La Vie devant soi                   |
| 1977 | Annie Girardot     | Docteur Françoise Gailland          |
| 1976 | Romy Schneider     | L'Important c'est d'aimer           |